# 宝エステートサービス
宝エステートサービス株式会社（たからエステートサービス）は、愛知県名古屋市熱田区神宮四丁目に本社があるビルメンテナンス・警備業・ホテル業・飲食業を手掛ける企業であり、宝交通グループの一員である。

## 事業内容
- メンテナンス部 ： ビルメンテナンス業・警備業・設備診断業務
- ホテル・店舗サービス事業部：湯～とぴあ宝・名古屋笠寺ホテル・名古屋金山ホテル・金山テラス・旅籠茶屋かやかや

## 許認可
- 愛知県知事免許（1）第20384号　宅地建物取引業
- 愛知県知事許可（般－18）103956号　建設業
- 愛知県公安委員会認定第54001000号　警備業

## グループ会社
- 宝交通株式会社：タクシー・ハイヤー・総合デベロッパー・不動産賃貸
- 宝不動産株式会社：分譲マンション・戸建住宅販売
- 宝建設株式会社：新築改築工事・大規模修繕工事
- 宝コミュニティサービス株式会社：マンション総合管理
- 株式会社京ヶ野ゴルフ倶楽部：京ヶ野ゴルフ倶楽部